# 马博文
马博文 MLA（1985年7月25日—)，加拿大政治人物，2017年起以卑詩新民主黨黨員身份擔任卑詩省議會北溫哥華龍士代選區議員，2020年起在省長賀謹和尹大衛內閣中任職廳長，現為卑詩省基礎建設廳長。

## 背景
马博文於加拿大土生土長，父母皆來自台灣，父親從滑鐵盧大學取得博士學位後曾於美國太空總署任職工程師，並曾於卑詩大學任教。她於卑詩大學修讀土木工程，期間曾任該校工程系本科生協會主席，2008年從該校获得應用科學学士學位，再於2009年從卑詩大學索德商學院獲取工商管理硕士学位。從政前她曾於溫哥華國際機場管理局任職項目經理。
她於2023年誕下女兒馬欣儀，成為卑詩省歷來第三位於任內分娩的內閣廳長。

## 從政
馬博文於2016年10月贏取卑詩省議會北溫哥華龍士代選區的卑詩新民主黨候選人資格，並於2017年5月9日舉行的省選中击败竞逐连任的自由党候选人兼前内阁厅长山本直美，首度当选省議員。她與同屬新民主黨的陳葦蓁和康安禮同時成為卑詩省首三名台裔省議員。她於2017年7月獲省長賀謹任命為運輸聯線議會秘書。2020年賀謹改組內閣時曾邀請馬博文出任省民服務廳長，但她希望專注選區事務而婉拒任命。
她於2020年省選連任後，在新民主黨多數政府中改任基礎建設省務廳長。尹大衛接替賀謹出任省長後新設應急管理及氣候準備廳，並於2022年12月7日委派馬博文出任該廳廳長。
2024年省選她連任龍士代選區省議員，在同年11月公布的尹大衛內閣中改任基礎建設廳長。

## 外部連結
- （英文）卑詩省議會網站 馬博文議員簡介 （页面存档备份，存于）
- （英文）馬博文省議員網站 （页面存档备份，存于）